# Miljöpartiets språkrörsval 2021
Miljöpartiets språkrörsval 2021 hölls den 31 januari 2021 på en extra partikongress för att välja Miljöpartiet de grönas kvinnliga språkrör. Partiets kvinnliga språkrör Isabella Lövin meddelade den 26 augusti 2020 sin avgång och efterträddes av Märta Stenevi som vann valet på kongressen. 
Den extra partikongressen hölls digitalt med anledning av coronaviruset.
Det manliga språkröret, Per Bolund, kandiderar för att få sitta kvar på posten. Valet av manligt språkrör sker inte på den extra kongressen, utan på den ordinarie kongressen i oktober 2021.

## Bakgrund
Miljöpartiet satt sedan riksdagsvalet 2014 i regeringarna Löfven I, II och III tillsammans med Socialdemokraterna. Regeringssamarbetet fortsatte efter riksdagsvalet 2018 då partiet var med och skrev under det så kallade januariavtalet. Under perioden i regeringsställning har partiet kämpat mot låga opinions- och förtroendesiffror. Sedan 2014 har partiet bytt ut två språkrör, Gustav Fridolin (2019) och Åsa Romson (2016).
Migrationsfrågan har beskrivits som en av regeringen Löfvens stora knäckfrågor, då Socialdemokraterna och Miljöpartiet har två skilda åsikter kring frågan. Sveriges asylpolitik blev hårdare efter hösten 2015, något som tog hårt på Miljöpartiets idé om en human flyktingpolitik. År 2018 antogs dock gymnasielagen som ansågs vara en migrationspolitisk seger för partiet inom regeringen.
I slutet av juni 2020 började Socialdemokraterna, utan Miljöpartiet, förhandla om migrationspolitiken tillsammans med andra riksdagspartier. Det här gjorde att partiets språkrör Isabella Lövin hotade med att partiet skulle lämna regeringen om de inte fick inflytande på regeringens migrationspolitik.

### Lövins avgång
Den 26 augusti 2020 meddelade Miljöpartiets språkrör Isabella Lövin att hon lämnar politiken. Lövin fungerade som Sveriges vice statsminister samt Sveriges miljö- och klimatminister i Regeringen Löfven II. Bakgrunden till beslutet låg i att Lövin vill få tid för familjen och skrivandet samt att partiet behöver ny energi inför riksdagsvalet 2022.
Den 29 september 2020 tog nomineringstiden slut och den 7 oktober presenterade valberedningen en lista på de åtta kvinnor som kandiderar till språkrörsposten. Dessa var; statsrådet Åsa Lindhagen, f.d. statsrådet och riksdagsledamoten Karolina Skog, partiets två gruppledare i riksdagen Annika Hirvonen och Janine Alm Ericson, partisekreteraren Märta Stenevi, riksdagsledamöterna Rebecka Le Moine och Pernilla Stålhammar samt kommunpolitikern och distriktsordföranden Elin Söderberg. Alla kandidater hade dock redan innan listan presenterades offentligt meddelat att de skulle kandidera.
Inför språkrörsvalet ansågs partisekreteraren Märta Stenevi vara storfavoriten att ta över som språkrör, enligt flera politiska bedömare, däribland Tomas Ramberg (Sveriges Radio), Csaba Perlenberg (Kvällsposten) och Maggie Strömberg (Expressen).

### Valberedningens beslut
Den 26 november föreslog partiets valberedning Märta Stenevi till nytt kvinnlig språkrör. Beslutet föregicks av tre utfrågningar av kandidaterna, två interna och en offentlig, varav den sistnämnda hölls den 12 november 2020. Efter valberedningens förslag hoppade Karolina Skog, Åsa Lindhagen och Janine Alm Ericson av valet och ställde sig bakom Stenevis kandidatur. Den 20 januari 2021 drog även Pernilla Stålhammar tillbaka sin kandidatur.
Inför kongressen den 31 januari 2021 återstod fyra kandidater;
- Märta Stenevi – är valberedningens förslag av språkrör. Partisekreteraren som vill bredda partiets politik och vinna ett starkare stöd hos väljarna genom att ge dem tydligare svar på fler frågor i samhället än bara miljöfrågan. Stenevi vill att partiet ska finnas där beslut fattas och beskrivs som en karismatisk kommunikatör.
- Annika Hirvonen –  är partiets gruppledare i riksdagen samt skolpolitiska talesperson men var under år 2020 också vikarierande talesperson för migrationspolitiken. Hirvonen har gjort sig känd för sitt engagemang i just migrationsfrågan där hon anser att Sverige behöver en humanare och öppnare migration och gymnasielagen är en av hennes profilfrågor.
- Rebecka Le Moine – är partiets talesperson för biologisk mångfald. Le Moine anses ha stor förankring i miljörörelsen och blev invald i riksdagen genom personkryss. Hon driver frågor som Miljöpartiet drev när partiet bildades, såsom kritik mot tillväxt och arbete. Hon vill också se en mycket mer radikal miljöpolitik och är inte främmande för att lämna regeringen. Skogspolitiken är en av hennes hjärtefrågor.
- Elin Söderberg – är lokalpolitikern från Umeå som vill att partiet driver miljöfrågan hårdare men också idén om ett jämlikare samhälle. Söderberg är mån om att partiet sitter kvar i regeringen.

## Kandidater
Endast kvinnliga kandidater på den extra partikongressen i januari 2021. Aktuellt uppdrag vid tiden för språkrörsvalet står i fet stil.
           Valberedningens förslag av språkrör.
| Namn             | Född                                      | Bakgrund                                                                              | Tillkännagivande  | Ref.   | Stöd |
| ---------------- | ----------------------------------------- | ------------------------------------------------------------------------------------- | ----------------- | ------ | --- |
| Märta Stenevi    | 30 mars 1976 (44 år) Lund, Sverige        | Miljöpartiets partisekreterare (2019–2021).                                           | 19 september 2020 | [ 13 ] | Statsråd: Nuvarande: - Åsa Lindhagen Europaparlamentariker: Nuvarande: - Alice Bah Kuhnke Tidigare: - Bodil Valero Riksdagsledamöter: Nuvarande: - Amanda Palmstierna - Camilla Hansén - Emma Berginger - Janine Alm Ericson - Karolina Skog - Leila Ali Elmi - Lorentz Tovatt Andra politiker: - Axel Hallberg - Elin Hylander - Kattis Folkesson - Markus Lindgren - Robert Damberg Partiföreningar - Grön Ungdom - Gröna studenter - Härryda - Malmö |
| Annika Hirvonen  | 2 juni 1989 (31 år) Sundbyberg, Sverige   | Gruppledare för Miljöpartiet (2019–), Ledamot av Sveriges riksdag (2014–2018, 2019–). | 13 september 2020 | [ 20 ] | Övriga: Individer: - Lennart Fernström |
| Rebecka Le Moine | 1 augusti 1990 (30 år) Linköping, Sverige | Ledamot av Sveriges riksdag (2018–), Språkrör för Gröna studenter (2018–2019).        | 10 september 2020 | [ 22 ] | Språkrör: Tidigare: - Birger Schlaug - Per Gahrton Riksdagsledamöter: Nuvarande: - Anna Sibinska Partiföreningar - Gröna Seniorer Övriga: Individer: - Lennart Fernström |
| Elin Söderberg   | 27 februari 1984 (36 år) Umeå, Sverige    | Ledamot av kommunfullmäktige i Umeå (2018–2022).                                      | 29 september 2020 | [ 27 ] | Riksdagsledamöter: Nuvarande: - Maria Gardfjell Tidigare: - Karin Svensson Smith Partiföreningar - Lund |

### Tillbakadragna kandidaturer
| Namn                | Född                                         | Bakgrund | Tillkännagivande  | Tillbakadragande                        | Ref.          | Stöd                                                |
| ------------------- | -------------------------------------------- | --- | ----------------- | --------------------------------------- | ------------- | --------------------------------------------------- |
| Pernilla Stålhammar | 14 september 1971 (49 år) Linköping, Sverige | Ledamot av Sveriges riksdag (2014–2018, 2019–2022).                                                                    | 30 september 2020 | 20 januari 2021                         | [ 31 ] [ 12 ] | Riksdagsledamöter: Nuvarande: - Mats Berglund       |
| Åsa Lindhagen       | 15 maj 1980 (40 år) Norrtälje, Sverige       | Sveriges jämställdhetsminister (2019–2021), Ledamot av Sveriges riksdag (2018–2019).                                   | 22 september 2020 | 1 december 2020 (Stödde Märta Stenevi)  | [ 33 ] [ 9 ]  | Andra politiker: - Magnus P Wåhlin                  |
| Janine Alm Ericson  | 31 oktober 1973 (47 år) Alingsås, Sverige    | Gruppledare för Miljöpartiet (2019–2021), Ledamot av Sveriges riksdag (2014–).                                         | 17 september 2020 | 1 december 2020 (Stödde Märta Stenevi)  | [ 34 ] [ 10 ] |                                                     |
| Karolina Skog       | 30 mars 1976 (44 år) Åhus, Sverige           | Ledamot av Sveriges riksdag (2018–2022), Sveriges miljöminister (2016–2019), Språkrör för Gröna studenter (2004–2007). | 2 oktober 2020    | 26 november 2020 (Stödde Märta Stenevi) | [ 35 ] [ 11 ] | Riksdagsledamöter: Tidigare: - Karin Svensson Smith |

### Personer som avböjde att kandidera
- Alice Bah Kuhnke – Europaparlamentariker (2019–), Sveriges kultur- och demokratiminister (2014–2019).[37]
- Maria Ferm – Statssekreterare i statsrådsberedningen (2019–2021), Ledamot av Sveriges riksdag (2010–2022).[38]
- Amanda Lind – Sveriges kultur- och demokratiminister (2019–2021), Miljöpartiets partisekreterare (2016–2019).[39]

### Opinionsundersökningar

#### Kvinnliga språkrörskandidater
| Opinionsinstitut | Period            | Urval                                                         | Urval                                                         | Rebecka Le Moine                                              | Karolina Skog                                                 | Åsa Lindhagen                                                 | Märta Stenevi                                                 | Annika Hirvonen                                               | Janine Alm Ericson                                            | Elin Söderberg                                                | Pernilla Stålhammar                                           | Ingen/ Annan/ Obestämd                                        |
| ---------------- | ----------------- | ------------------------------------------------------------- | ------------------------------------------------------------- | ------------------------------------------------------------- | ------------------------------------------------------------- | ------------------------------------------------------------- | ------------------------------------------------------------- | ------------------------------------------------------------- | ------------------------------------------------------------- | ------------------------------------------------------------- | ------------------------------------------------------------- | ------------------------------------------------------------- |
| Demoskop         | 2–15 oktober 2020 | 370                                                           | 370                                                           | 12%                                                           | 7%                                                            | 6%                                                            | 4%                                                            | 3%                                                            | 2%                                                            | 1%                                                            | 0%                                                            | 66%                                                           |
| -                | 7 oktober         | Valberedningen presenterar kandidaterna till språkrörsposten. | Valberedningen presenterar kandidaterna till språkrörsposten. | Valberedningen presenterar kandidaterna till språkrörsposten. | Valberedningen presenterar kandidaterna till språkrörsposten. | Valberedningen presenterar kandidaterna till språkrörsposten. | Valberedningen presenterar kandidaterna till språkrörsposten. | Valberedningen presenterar kandidaterna till språkrörsposten. | Valberedningen presenterar kandidaterna till språkrörsposten. | Valberedningen presenterar kandidaterna till språkrörsposten. | Valberedningen presenterar kandidaterna till språkrörsposten. | Valberedningen presenterar kandidaterna till språkrörsposten. |

#### Regeringsfrågan
| Opinionsinstitut | Period             | Urval | Sitta i regeringen | Lämna regeringen | Tveksam/ vet ej |
| ---------------- | ------------------ | ----- | ------------------ | ---------------- | --------------- |
| Demoskop         | 19–29 januari 2021 | 327   | 72%                | 16%              | 12%             |
| Demoskop         | 2–15 oktober 2020  | 370   | 63%                | 23%              | 14%             |

#### Partifrågor
| Två språkrör, ett manligt och ett kvinnligt | Två språkrör, ett manligt och ett kvinnligt | Två språkrör, ett manligt och ett kvinnligt | Två språkrör, ett manligt och ett kvinnligt | Två språkrör, ett manligt och ett kvinnligt | Två språkrör, ett manligt och ett kvinnligt |
| Opinionsinstitut                            | Period                                      | Urval                                       | Bra                                         | Dåligt                                      | Tveksam/ vet ej                             |
| ------------------------------------------- | ------------------------------------------- | ------------------------------------------- | ------------------------------------------- | ------------------------------------------- | ------------------------------------------- |
| Demoskop                                    | 19–29 januari 2021                          | 327                                         | 68%                                         | 13%                                         | 19%                                         |
| Demoskop                                    | 2–15 oktober 2020                           | 370                                         | 70%                                         | 13%                                         | 17%                                         |

## Politiska positioner

### Sakfrågor
| Kandidat                    | Sakfrågor                          | Sakfrågor              | Sakfrågor          | Sakfrågor           | Sakfrågor              | Sakfrågor  | Sakfrågor       | Sakfrågor                                    |
| Kandidat                    | Utbyggnaden av Preemraff i Lysekil | Återinföra värnskatten | Det fria skolvalet | Vinster i välfärden | Öka försörjningsstödet | Basinkomst | Utöka FRA-lagen | Stoppa svensk-iranska universitetssamarbetet |
| --------------------------- | ---------------------------------- | ---------------------- | ------------------ | ------------------- | ---------------------- | ---------- | --------------- | -------------------------------------------- |
| Per Bolund                  | Kritisk                            | i.u.                   | i.u.               | i.u.                | i.u.                   | i.u.       | i.u.            | i.u.                                         |
| Kvinnliga kandidater        |                                    |                        |                    |                     |                        |            |                 |                                              |
| Märta Stenevi               | i.u.                               | Ja                     | Positiv            | Nej                 | Ja                     | i.u.       | i.u.            | i.u.                                         |
| Annika Hirvonen             | Nej                                | Ja                     | Reformera          | Nej                 | Ja                     | i.u.       | Nej             | Ja                                           |
| Rebecka Le Moine            | Nej                                | i.u.                   | Ja                 | Nej                 | Ja                     | Ja         | Nej             | i.u.                                         |
| Elin Söderberg              | Nej                                | Ja                     | Nej                | Nej                 | Ja                     | i.u.       | i.u.            | i.u.                                         |
| Tillbakadragna kandidaturer |                                    |                        |                    |                     |                        |            |                 |                                              |
| Janine Alm Ericson          | Nej                                | Ja                     | Negativ            | Nej                 | Ja                     | i.u.       | i.u.            | Nej                                          |
| Åsa Lindhagen               | i.u.                               | i.u.                   | Reformera          | Nej                 | Ja                     | i.u.       | i.u.            | i.u.                                         |
| Karolina Skog               | i.u.                               | i.u.                   | Reformera          | Nej                 | Reformera              | i.u.       | Nej             | i.u.                                         |
| Pernilla Stålhammar         | i.u.                               | i.u.                   | Ja                 | Nej                 | Ja                     | i.u.       | Ja              | i.u.                                         |

### Övriga frågor
| Kandidat                    | Vänster/höger | Regeringsfrågan                                     | Regeringsfrågan            | Regeringsfrågan                    | Roll som språkrör               | Partifrågor             |
| Kandidat                    | Vänster/höger | Lämna regeringen om migrationsfrågan avgörs utan MP | Sitta i regeringsställning | Regeringssamarbete med Moderaterna | Ministerpost till nytt språkrör | Byta namn till De gröna |
| --------------------------- | ------------- | --------------------------------------------------- | -------------------------- | ---------------------------------- | ------------------------------- | ----------------------- |
| Per Bolund                  | Mitten        | Ja                                                  | Ja                         | i.u.                               | Positiv                         | i.u.                    |
| Kvinnliga kandidater        |               |                                                     |                            |                                    |                                 |                         |
| Märta Stenevi               | Vänster       | i.u.                                                | Ja                         | Nej                                | Ja                              | Inte aktuellt           |
| Annika Hirvonen             | Vänster       | Ja                                                  | Kanske                     | Nej                                | Positiv                         | Nej                     |
| Rebecka Le Moine            | Vänster       | Ja                                                  | Kanske                     | Nej                                | Nej                             | Inte aktuellt           |
| Elin Söderberg              | Vänster       | Nej                                                 | Ja                         | Nej                                | i.u.                            | Inte aktuellt           |
| Tillbakadragna kandidaturer |               |                                                     |                            |                                    |                                 |                         |
| Janine Alm Ericson          | Vänster       | Kanske                                              | Ja                         | Nej                                | i.u.                            | Inte aktuellt           |
| Åsa Lindhagen               | Vänster       | i.u.                                                | Kanske                     | Nej                                | Ja                              | Positiv                 |
| Karolina Skog               | Mitten        | Kanske                                              | Ja                         | Nej                                | i.u.                            | Inte aktuellt           |
| Pernilla Stålhammar         | Vänster       | i.u.                                                | Ja                         | Nej                                | i.u.                            | Ja                      |

## Resultat
Valet av det kvinnliga språkröret avgjordes av 265 ombud från partiets distrikt och sidoorganisationer. Omröstningen genomfördes med alternativröstning, instant-runoff voting (IRV). Alla ombuden deltog och redan i den första omgången fick Märta Stenevi en majoritet av förstahandsrösterna.
| Miljöpartiets språkrörsval 2021, januari | Miljöpartiets språkrörsval 2021, januari | Miljöpartiets språkrörsval 2021, januari | Miljöpartiets språkrörsval 2021, januari |
| Kandidat                                 | Kandidat                                 | Röster                                   | Andel                                    |
| ---------------------------------------- | ---------------------------------------- | ---------------------------------------- | ---------------------------------------- |
|                                          | Märta Stenevi                            | 142                                      | 53,6%                                    |
|                                          | Rebecka Le Moine                         | 54                                       | 20,4%                                    |
|                                          | Elin Söderberg                           | 44                                       | 16,6%                                    |
|                                          | Annika Hirvonen                          | 25                                       | 9,4%                                     |
| Totalt                                   | Totalt                                   | 265                                      | 100%                                     |

## Språkrörsvalet i oktober 2021
Miljöpartiet väljer språkrör vid den årliga partikongressen. 2021 års ordinarie kongress hölls den 15-17 oktober 2021. De sittande språkrören Per Bolund och Märta Stenevi omvaldes enhälligt utan motkandidater.

### Kandidater

#### Manliga kandidater
| Namn       | Född                                  | Bakgrund | Ref.   |
| ---------- | ------------------------------------- | --- | ------ |
| Per Bolund | 3 juli 1971 (50 år) Hässelby, Sverige | Miljöpartiet de grönas språkrör (2019–2023), Sveriges vice statsminister (2021), Sveriges miljö- och klimatminister (2021), Ledamot av Sveriges riksdag (2006–2010, 2011–2023) Sveriges finansmarknadsminister (2014–2021), Sveriges bostadsminister (2019–2021). | [ 42 ] |

#### Kvinnliga kandidater
| Namn          | Född                               | Bakgrund | Ref.   |
| ------------- | ---------------------------------- | --- | ------ |
| Märta Stenevi | 30 mars 1976 (45 år) Lund, Sverige | Miljöpartiet de grönas språkrör (2021–2024), Sveriges bostadsminister (2021), Sveriges jämställdhetsminister (2021), Miljöpartiets partisekreterare (2019–2021). | [ 52 ] |

### Resultat
| Miljöpartiets språkrörsval 2021, oktober | Miljöpartiets språkrörsval 2021, oktober | Miljöpartiets språkrörsval 2021, oktober |
| Kandidat                                 | Kandidat                                 | Andel                                    |
| Manliga kandidater                       | Manliga kandidater                       | Manliga kandidater                       |
| ---------------------------------------- | ---------------------------------------- | ---------------------------------------- |
|                                          | Per Bolund                               | 100%                                     |
| Kvinnliga kandidater                     |                                          |                                          |
|                                          | Märta Stenevi                            | 100%                                     |
| Totalt                                   | Totalt                                   | 100%                                     |

## Efterspel
Den 5 februari 2021 genomfördes en ombildning av de gröna ministerportföljerna i Regeringen Löfven II. Isabella Lövin lämnade sina ministeruppdrag som Sveriges miljö- och klimatminister samt vice statsminister. De uppdragen övertogs helt av det manliga språkröret Per Bolund. Den nyvalda kvinnliga språkröret Märta Stenevi utsågs till Sveriges bostadsminister och jämställdhetsminister. Den förre jämställdhetsministern och språkrörskandidaten Åsa Lindhagen tog över Bolunds roll som Sveriges finansmarknadsminister. Peter Erikssons efterträdare som Sveriges biståndsminister blev hans statssekreterare Per Olsson Fridh. Den nya statssekreteraren blev gruppledaren och språkrörskandidaten Janine Alm Ericson. Karolina Skog tog över Ericsons roll som partiets gruppledare i riksdagen, tillsammans med Annika Hirvonen.
Den 30 maj 2021 utsågs Katrin Wissing till Miljöpartiets partisekreterare, och blev därmed Stenevis efterträdare på posten.
Den 21 juni 2021 fälldes Regeringen Löfven II efter att Vänsterpartiet deklarerade att de skulle rösta för ett misstroendevotum mot regeringen och dess förda bostadspolitik. Beslutet motiverades av att regeringen ämnade att genomföra punkt 44 i januariavtalet - fri hyressättning vid nyproduktion. Den 7 juli 2021 blev återigen Stefan Löfven vald som statsminister av riksdagen och Regeringen Löfven III inrättades den 9 juli. Den nya regeringen bestod fortsatt av Socialdemokraterna och Miljöpartiet men tillträdde utan januariavtalet, som ansågs ha fallit efter misstroendevotumet. Liberalerna lämnade regeringssamarbetet efter fällandet och det nya regeringsunderlaget bestod av regeringspartierna, Centerpartiet och Vänsterpartiet.
Den 24 november 2021 valdes Magdalena Andersson till Sveriges statsminister. Samma dag vann oppositionens (M-KD-SD) budget i riksdagens budgetomröstning vilket ledde till att Miljöpartiet valde att avstå från att ingå i den tänkta nya regeringen då de inte ville regera på en "blå-brun-budget".

### Opinionsundersökningar
Nedan syns Miljöpartiets sammanvägda stöd i opinionsundersökningarna från riksdagsvalet 2018 fram tills riksdagsvalet 2022. 

| Information | Diagrammet är avstängt. Grafer inaktiverades den 18 april 2023 på grund av programvaruproblem. Nya diagram kan skapas sedan december 2024. |